# 우시흥
우시흥(1984년 1월 30일 ~ )은 대한민국의 KBS부산방송총국 프리랜서 아나운서다.

## 경력
- KBS부산방송총국 아나운서 (프리랜서)

## 방송진행
- 시사반점
- 아침마당 부산
- KBS 뉴스 9 부산
- 생생투데이 사람과 세상
- 해양네트워크 황금바다